# Narodowe Muzeum Archeologiczne w Atenach
Narodowe Muzeum Archeologiczne w Atenach (gr. Εθνικό Αρχαιολογικό Μουσείο) – muzeum w Atenach, gromadzące zabytki archeologiczne z obszaru Grecji od czasów prehistorycznych do późnego antyku. Jest największym muzeum w Grecji oraz jednym z ważniejszych na świecie.

## Historia
Pierwsze narodowe muzeum archeologiczne w Grecji zostało założone przez premiera Grecji Joanisa Kapodistriasa na Eginie w 1829. W kolejnych latach zbiory archeologiczne były przenoszone do różnych sal wystawowych aż do roku 1858, kiedy to został ogłoszony międzynarodowy konkurs na lokalizację i opracowanie koncepcji architektonicznej nowego muzeum.
Budowa obecnego muzeum rozpoczęła się w 1866 roku i została zakończona w 1889. Sfinansowano ją ze środków rządu greckiego, Greckiego Towarzystwa Archeologicznego i społeczeństwa Myken. Głównymi darczyńcami byli: Eleni Tositsa (przekazanie gruntów pod budowę muzeum) oraz Demetrios i Nikolaos Vernardakis z Petersburga, którzy wsparli budowę finansowo.
Początkowo muzeum nosiło nazwę Muzeum Centralne. Nazwa została zmieniona na obecną w 1881 roku przez premiera Grecji Charilaosa Trikupisa. Podczas II wojny światowej muzeum zamknięto, zaś eksponaty umieszczono w opieczętowanych skrzyniach i zakopano w celu uniknięcia ich zniszczenia i grabieży. W 1945 zbiory ponownie udostępniono.
W południowym skrzydle mieści się muzeum epigrafii z najbogatszą na świecie kolekcją inskrypcji. Muzeum inskrypcji rozbudowano w latach 1953-1960 według projektu Patroklosa Karantinosa.

## Zbiory
Muzeum jest podzielone na działy:
- prehistoria (neolit, kultura cykladzka, kultura mykeńska)
- rzeźba (od epoki archaicznej VIII w. p.n.e. aż po hellenistyczną, III i II w. p.n.e.)
- ceramika (od stylu geometrycznego IX w. p.n.e. do końca IV w. n.e.)
- odkrycia z Santorynu
- metalurgia
- sztuka starożytnego Egiptu
- starożytny Bliski Wschód
- osobny dział z eksponatami związanymi z wrakiem z Antykithiry, z oddzielną salą, poświęconą oryginałowi, modelom i multimedialnym prezentacjom mechanizmu zegara z Antykithiry
- Samodzielne mniejsze zbiory obejmują przedmioty z brązu, biżuterię oraz freski z wyspy Tira, które powstały pod silnym wpływem minojskim.

| Zbiory                                                                                         | Zbiory        | Zbiory |
| Dział                                                                                          | Pomieszczenia | Wybrane obiekty |
| ---------------------------------------------------------------------------------------------- | ------------- | --- |
| Prehistoria (Neolit, Cyklady, Kultura mykeńska)                                                | 3–6, 48       | - Maska Agamemnona, złota maska pośmiertna, datowana na 1550–1500 p.n.e. - Złote diademy z Myken - Mykeńskie złote puchary |
| Rzeźby                                                                                         | 7–34          | - Brązowa rzeźba Zeusa lub Posejdona, Posejdon z Artemizjon pomieszczenie nr 15 - Atena Warwakion, replika Ateny Partenos - Statua Asklepiosa. Kopia rzymska (ok. 160 r. n.e.), grecki oryginał IV p.n.e. - Dionizos, Pan i Satyr, 170-180 n.e. - Afrodyta, Pan i Eros. |
| Wazy i obiekty pochodzące z Kultury Minojskiej (w tym kolekcje: Stathatos i Vlastos-Serpieris) | 42, 49–56     | - Waza z Attyki przedstawiająca Chimerę - Wazy z brązu |
| Santorini                                                                                      | 48            | - Fresk z ery brązu, znajdujący się w Akrotiri, Santorini - Jeden z najlepiej zachowanych fresków na Santorini, przedstawiający walczących chłopców - Fresk przedstawiający wiosenny krajobraz Akrotiri                                                                 |
| Metalurgia                                                                                     | 36–39         | - Mechanizm z Antykithiry (główny fragment) pomieszczenie nr 38 - Głowa filozofa z wraku Antykithiry - Waza z brązu |
| Sztuka Starożytnego Egiptu i Bliskiego Wschodu                                                 | 40–41         | - Egipska maska pośmiertna - Egipski naszyjnik - Statua |
| Muzeum Epigraficzne                                                                            | 1, 9, 11      | - Najstarsza grafika z Attyki, VII p.n.e. Bustrofedon, pomieszczenie nr 11 - Fragment "Świętego prawa" Akropolu i Hekatompedonu, 485/4 p.n.e. - Dekret honorowy, 313–312 p.n.e..                                                                                        |